# August Wilhelm Miete
August Wilhelm Miete (ur. 1 listopada 1908 w Westerkappeln, zm. 1987) – niemiecki rolnik, SS-Unterscharführer, uczestnik akcji T4. Był jednym z najokrutniejszych członków personelu obozu zagłady w Treblince, żydowscy więźniowie nazwali go „aniołem śmierci”. Został skazany w pierwszym procesie załogi Treblinki na karę dożywotniego pozbawienia wolności.

## Życiorys
Urodził się w miejscowości Westerkappeln w Westfalii. Był jednym z dziewięciorga dzieci miejscowego młynarza. Po śmierci ojca i ukończeniu szkoły ludowej prowadził wraz z bratem Walterem rodzinne gospodarstwo rolne i młyn. Kontynuował pracę na rodzinnej farmie także po tym, gdy Walter – będący najstarszym synem – przejął ją w wyłączne posiadanie. W 1940 roku wstąpił do NSDAP.
W maju 1940 roku znalazł pracę w majątku rolnym Würrtemberg należącym do szpitala psychiatrycznego na zamku Grafeneck. Szpital ten był w tym czasie jednym z ośrodków nazistowskiego programu „eutanazji” (akcja T4). Patricia Heberer podaje, że Miete został zatrudniony w Würrtemberg, gdyż otrzymał nakaz pracy z Izby Rolniczej w Münsterze. Inne źródła sugerują natomiast, że za zachętą Izby sam złożył stosowne podanie. Jesienią 1940 roku wraz z grupą członków personelu T4 udał się do opuszczonego szpitala psychiatrycznego w Hadamarze i wziął udział w jego przebudowie na ośrodek eksterminacji. Po uruchomieniu ośrodka nadal pracował w Hadamarze, wykonując drobne naprawy i uczestnicząc w kremacji zwłok. Do jego zadań miało także należeć wyrywanie ofiarom złotych zębów.
Podobnie jak wielu innych wykonawców akcji T4 został przeniesiony do okupowanej Polski, aby wziąć udział w eksterminacji Żydów. W lipcu 1942 roku rozpoczął służbę w obozie zagłady w Treblince. Mimo że w czasie akcji T4 był w ograniczonym stopniu zaangażowany w mordowanie chorych, szybko zdobył sobie reputację jednego z najokrutniejszych członków obozowej załogi. Początkowo uczestniczył w przyjmowaniu transportów na rampie oraz pełnił służbę na „placu transportowym”, na którym Żydzi rozbierali się przed udaniem się do komór gazowych. Często posługiwał się biczem lub strzelał na oślep do tłumu, aby zmusić ofiary do szybszego wykonywania poleceń. 
Po pewnym czasie powierzono mu nadzór nad tzw. lazaretem. Było to miejsce straceń upozorowane na szpital polowy, w którym rozstrzeliwano osoby niebędące w stanie o własnych siłach dojść do komór gazowych, a także żydowskich więźniów niezdolnych do pracy lub skazanych na śmierć za rozmaite przewinienia. Wielokrotnie osobiście wykonywał egzekucje, nie oszczędzając przy tym dzieci, ani kobiet w ciąży. Ponadto nieustannie selekcjonował żydowskich więźniów pod względem zdolności do pracy; osoby zdradzające najmniejsze oznaki choroby lub wyczerpania zabierał do „lazaretu”. Wielu chorych więźniów zostało zabitych przez niego lub za jego sprawą podczas epidemii tyfusu zimą 1942/43. Często rewidował także wybranych więźniów i jeżeli znalazł u nich kosztowności, pochodzącą ze spekulacji żywność lub inne zakazane przedmioty, okrutnie bił ofiarę, po czym zabierał ją do „lazaretu”. Nierzadko zabijał zresztą Żydów bez wyraźnego powodu. Podczas powojennego przesłuchania liczbę swych ofiar oszacował na kilkaset osób. Więźniowie nazywali go „aniołem śmierci” (jid. Malechamowes). Był również znany w obozie pod przydomkiem „Krzywa głowa”.
W drugiej połowie 1943 roku, w związku z likwidacją obozu, podobnie jak większość weteranów akcji „Reinhardt” został przeniesiony na wybrzeże Adriatyku. Pełnił służbę w okolicach Triestu i Udine, walcząc z partyzantką i uczestnicząc w eksterminacji miejscowych Żydów. Po zakończeniu wojny powrócił do Westerkappeln. Do 1950 roku pracował na rodzinnej farmie, później był kierownikiem kasy oszczędnościowej w gminie Lotte. 
W 1959 roku Centrala Badania Zbrodni Narodowosocjalistycznych w Ludwigsburgu wszczęła śledztwo w sprawie zbrodni popełnionych w Treblince, w którym Miete był jednym z pierwszych podejrzanych. W maju 1960 roku został tymczasowo aresztowany. Akt oskarżenia przeciwko niemu i trzynastu innym esesmanom został wniesiony 29 stycznia 1963 roku. Był sądzony w pierwszym procesie załogi Treblinki, który toczył się w Düsseldorfie w latach 1964–1965. W trakcie śledztwa i procesu przyznał, że własnoręcznie zamordował co najmniej dwustu Żydów. Twierdził jednak, że zbrodni dokonywał pod przymusem, nie mając możliwości niewykonania rozkazów przełożonych lub uzyskania przeniesienia z Treblinki. Prokuratura postawiła mu zarzut morderstwa i zażądała dla niego kary dożywotniego pozbawienia wolności. Wyrokiem z 3 września 1965 roku został uznany winnym zamordowania 9 osób oraz współudziału w zbiorowym mordzie na 300 tys. osób. Skazano go na karę dożywotniego więzienia.
Zmarł w zakładzie karnym w 1987 roku.